# Danville, Illinois
Danville là một thành phố quận lỵ Vermilion ở tiểu bang Illinois, Hoa Kỳ. Thành phố này thuộc quận Vermilion. Thành phố có diện tích km2, dân số là 33.027 người (thời điểm năm 2010). Đây là thành phố lớn thứ 14 bang, bên ngoài vùng đô thị Chicago.